# Maxette Pirbakas
Maxette Pirbakas [maksɛt piʁbakas], née le 14 avril 1975 à Pointe-à-Pitre (Guadeloupe), est une femme politique française, ultramarine, agricultrice et ancienne syndicaliste agricole.
Candidate sur la liste soutenue par le Rassemblement national aux élections européennes de 2019 sans être encartée au parti, elle est élue députée au Parlement européen. Elle soutient ensuite la campagne présidentielle d'Éric Zemmour, toujours sans être encartée au parti Reconquête, puis prend ses distances avec l'équipe de campagne présidentielle à l'issue du premier tour, avant de prendre la présidence du Rassemblement Pour les Français d'Outre-mer et de l'Étranger (RPF-OME) en octobre 2022, devenu le Rassemblement pour la France et les Outre-Mer (RPFOM) le 18 novembre 2023.
Elle est condamnée à 5 ans d’inéligibilité et 1 an de prison avec sursis en 2024 pour détournement de fonds à la FNSEA.

## Carrière professionnelle
Agricultrice, elle gère une exploitation qui produit des bananes (jusqu'en 2016), des légumes, puis de la canne à sucre et des fruits tropicaux.
À partir de décembre 2014[réf. nécessaire], elle dirige la Fédération départementale des syndicats d'exploitants agricoles (FDSEA) en Guadeloupe. En 2016, elle est nommée membre du conseil d'administration de la Fédération nationale des syndicats d'exploitants agricoles (FNSEA). Membre de la chambre d'agriculture en Guadeloupe à partir de 2013, elle est nommée en 2018 au conseil économique, social et environnemental régional de Guadeloupe (CESER), dont elle devient 6e vice-présidente. Elle est battue aux élections de la chambre d'agriculture de Guadeloupe en janvier 2019.

## Carrière politique
En avril 2019, le Rassemblement national annonce que Maxette Pirbakas sera en douzième position sur la liste du parti aux élections européennes de 2019, en remplacement de Christiane Delannay-Clara. Elle est élue députée européenne sur la liste « Prenez le pouvoir, liste soutenue par Marine Le Pen » en mai 2019.
Aux élections régionales de 2021 en Guadeloupe, Maxette Pirbakas se présente en affirmant ne pas porter cette fois les couleurs du parti bleu marine ; sa liste ressemblerait des forces de la droite et du centre. Elle est candidate pour le mouvement Avenir, identité régionale Guadeloupe (AIRG) (classé divers droite par le ministère de l'Intérieur), qu'elle préside,. Elle obtient 3,42 % des suffrages exprimés.
Le 1er février 2022, elle rejoint l'équipe de campagne présidentielle d'Éric Zemmour, où elle est chargée de l'élaboration du programme pour l'Outre-mer,. C'est Jérôme Rivière, un ancien député de l'UMP, élu lui aussi sur la liste soutenue par le RN aux élections européennes de 2019, avec qui elle avait effectué une visite commune en Guadeloupe en octobre 2021, qui a ensuite rejoint l'équipe de campagne présidentielle d'Éric Zemmour, qui lui présente ce dernier et la convainc de rejoindre l'équipe. C'est d'ailleurs toujours avec lui qu'elle effectuera en mars 2022, la visite de soutien à la campagne présidentielle d'Éric Zemmour en Guadeloupe. Pendant cette courte période de soutien à Éric Zemmour, Maxette Pirbakas n'a jamais été encartée au parti Reconquête, ni n'a jamais été présente sur une liste du parti Reconquête.
Le 2 février 2022, elle quitte le groupe « Identité et Démocratie » (ID) dont fait partie la liste « Prenez le pouvoir, liste soutenue par Marine Le Pen » sur laquelle elle avait été élue et rejoint le groupe des « Non inscrits » au Parlement européen.
Le 7 octobre 2022, elle annonce prendre la présidence du parti « Rassemblement pour la France » (RPF) de Christian Vanneste, et le renomme « Rassemblement pour les Français d'Outre-mer et de l'Étranger » (RPF-OME) puis « Rassemblement pour la France et les Outre-mer » (RPFOM) Ce parti, fondé par Nicolas Stoquer en 2008, ne doit pas être confondu avec son homonyme, créé le 21 novembre 1999 par Charles Pasqua et Philippe de Villiers, avec la même dénomination de « Rassemblement pour la France » (RPF).
Maxette Pirbakas est qualifiée « d'eurodéputée fictive » selon le Projet Arcadie, média spécialisé dans l’information parlementaire. Son taux de participation moyen global aux scrutins du Parlement européen s’élève à 67,57 %. Le projet Arcadie note sa participation parlementaire faible, classé en dernière position, à 2/20, à égalité avec le bilan de Nadine Morano. Durant les cinq années de son mandat, le média recense, à partir des données fournies par le Parlement européen, trente-sept contributions aux débats en séance plénière, aucun rapport parlementaire, tout comme aucune trace d'avis, de résolutions, ou de questions orales. En revanche, elle a rédigé 600 explications de vote écrites, quarante-six questions écrites et six résolutions individuelles.

## Polémiques
Le 19 juin 2020, à l'occasion du vote du Parlement européen sur une résolution en réponse directe aux manifestations qui se sont multipliées depuis la mort brutale de George Floyd, le rapport public indique qu'elle a voté contre la reconnaissance de la traite des esclaves comme un « crime contre l'humanité »,. Devant l'afflux de réactions, Maxette Pirbakas se rétracte et déclare s’être abstenue lors du scrutin,.
Maxette Pirbakas dénonce une instrumentalisation politique et une fausse information émanant du député LFI Younous Omarjee et affirme s’être ensuite abstenue lors du scrutin.
En novembre 2023, elle participe à l'organisation d'une visite au Parlement européen de Siqqid Haftar, fils du maréchal libyen Khalifa Haftar, accusé de crimes de guerre,.

## Affaires judiciaires
(octobre 2022).
Le texte peut changer fréquemment, n’est peut-être pas à jour et peut manquer de recul. 
Le titre et la description de l'acte concerné reposent sur la qualification juridique retenue lors de la rédaction de l'article et peuvent évoluer en même temps que celle-ci.

### Condamnations aux prud'hommes
En octobre 2022, elle fait l’objet de plaintes devant les Prud’hommes déposées de l'un de ses attachés parlementaires, embauché de 2021 à 2023, pour le non-paiement d'au moins seize mois de salaires. Elle est condamnée le 30 avril à lui verser 160 000 € pour non paiement de salaire, travail dissimulé et licenciement abusif.
En février 2024, une autre ancienne assistante parlementaire affirme que son salaire a été bloqué sur décision de l'eurodéputée, depuis qu’elle a refusé d’en rétrocéder une partie à cette dernière, qui lui aurait réclamé 1 000 euros par mois. Maxette Pirbakas ne s’est pas présentée aux convocations du Conseil des Prud’hommes de Pointe-à-Pitre, expliquant, a posteriori, ne pas avoir reçu la convocation. L'avocat de la partie civile informe que l'élue ne s'est pas présentée pour chercher son recommandé. 

### Non-paiement de pension alimentaire
En septembre 2023, l'élue est condamnée à six mois de prison avec sursis pour le non-paiement de pension alimentaire à son ex-mari pour la période de 2019 à 2022. Son ex-mari dénonce avoir fait l’objet de harcèlement et avoir été la cible de menaces de mort de la part de l’élue. Maxette Pirbakas fait appel de sa condamnation.

### Détournement de fonds à la FNSEA
Maxette Pirbakas est soupçonnée d'avoir détourné à son profit près de 57 000 € des caisses de l’antenne guadeloupéenne de la Fédération nationale des syndicats d'exploitants agricoles (FNSEA) entre 2017 et 2019 ainsi que d'avoir établi des fausses signatures sur des procès-verbaux de réunions. La section guadeloupéenne de la FNSEA aurait aussi couvert ses frais de transport aérien, vestimentaires, cosmétiques et de coiffure. Selon Mediapart, elle ne se présente pas aux convocations judiciaires. À la suite de la publication de cette article, Maxette Pirbakas réagit dans un communiqué, contestant les faits qui lui sont reprochés.
Elle est reconnue coupable d’abus de confiance, faux et usage de faux lors de son procès en juin 2024. Elle est condamnée à 1 an de prison avec sursis, 8 000 euros d'amende et 5 ans d'inéligibilité.